# Светско првенство у хокеју на леду 1963.
Светско првенство у хокеју на леду 1963. било је 30. по реду такмичењу за наслов титуле светског првака у хокеју на леду одрганизовано под окриљем Светске хокејашке федерације (ИИХФ). Европске селекције уједно су се такмичиле и за титулу 41. првака Европе. Турнир се одржавао од 7−17. марта 1963. у Стокхолму, главном граду Шведске. Био је то трећи пут да је Шведска организовала турнир светског првенства у хокеју на леду. 
Баш као и ранијихгодина задржан је систем поделе учесника по квалитативним дивизијама, а на првенству је учествовало рекордна 21 држава. Екипе су биле подељене у три дивизије, а у елитној дивизији се налазило 8 тимова. По први пут је уведено ново правило које се односило на екипе са идентичним бројем бодова у случају да се оне боре за медаље. По том правилу поредак на табели је одређиван на основу гол разлике остварене на утакмицама са пет првопласираних екипа. 
Репрезентација Шведске која је бранила титулу освојену годину дана раније освојила је сребрну медаљу, док је злато освојила селекција Совјетског Савеза. Совјетски тим ком је то била трећа светска и 7. европска титула на овом првенству је започео своју доминацију која ће трајати све до распада земље почетком 1990-их година. Бронзану медаљу освојила је репрезентација Чехословачке. По први пут у историји светских првенстава селекција Канаде није успела да освоји медаљу, а првенство су окончали на четвртом месту. 
Најефикаснији играч првенства био је нападач канадског тима Харолд Џоунс са учинком од 12 поена (7 голова и 5 асистенције). На укупно одиграних 28 утакмица постигнуто је 256 голова, или у просеку 9,14 голова по утакмици. Све утакмице у просеку је посматрало око 7.716 гледалаца (укупно 216.056 гледалаца). Првенство је по први пут у историји директно преносила и совјетска телевизија.
Једини дебитант на првенству била је селекција Бугарске која се такмичила у дивизији Ц.

## Учесници светског првенства
На првенству је учествовала укупно 21 репрезентација подељена у три квалитетне дивизије. Распоред по дивизијама је одређен на основу пласмана на СП 1961. због чињенице да је првенство годину дана раније било обележено бројним бојкотима. У дивизији А такмичило се 8, дивизији Б 7 и дивизији Ц 6 репрезентација. 
| Дивизија А - Западна Немачка - Источна Немачка - Канада - Сједињене Државе - Совјетски Савез - Финска - Чехословачка - Шведска | Дивизија Б - Велика Британија - Југославија - Норвешка - Пољска - Румунија - Француска - Швајцарска | Дивизија Ц - Аустрија - Белгија - Бугарска - Данска - Мађарска - Холандија |

## Дивизија А
Као и две претходне године турнир елитне дивизије играо се по једнокружном бод систему у седам кола, а поредак на табели је одлучен на основу укупног збира бодова. 
| #  | Репрезентација   | Ут | П | Нер | И | ГД | ГП | ГР  | Бод |
| -- | ---------------- | -- | - | --- | - | -- | -- | --- | --- |
| 1. | Совјетски Савез  | 7  | 6 | 0   | 0 | 50 | 9  | +41 | 12  |
| 2. | Шведска          | 7  | 6 | 0   | 1 | 44 | 10 | +34 | 12  |
| 3. | Чехословачка     | 7  | 5 | 1   | 1 | 41 | 16 | +25 | 11  |
| 4. | Канада           | 7  | 4 | 1   | 2 | 46 | 23 | +23 | 9   |
| 5. | Финска           | 7  | 1 | 1   | 5 | 20 | 35 | -15 | 3   |
| 6. | Источна Немачка  | 7  | 1 | 1   | 5 | 16 | 43 | -27 | 3   |
| 7. | Западна Немачка  | 7  | 1 | 1   | 5 | 18 | 56 | -38 | 3   |
| 8. | Сједињене Државе | 7  | 1 | 1   | 5 | 21 | 64 | -43 | 3   |

| 7. март 1963.  | Стокхолм | Чехословачка     | 10 : 1 | Западна Немачка  | 3:0, 4:1, 3:0 |
| 7. март 1963.  | Стокхолм | Финска           | 1 : 6  | Совјетски Савез  | 0:0, 0:2, 1:4 |
| 7. март 1963.  | Стокхолм | Шведска          | 5 : 1  | Источна Немачка  | 2:1, 0:0, 3:0 |
|                |          |                  |        |                  |               |
| 8. март 1963.  | Стокхолм | Западна Немачка  | 0 : 6  | Канада           | 0:2, 0:1, 0:3 |
| 8. март 1963.  | Стокхолм | Финска           | 11 : 3 | Сједињене Државе | 3:1, 6:1, 2:1 |
| 8. март 1963.  | Стокхолм | Шведска          | 2 : 1  | Совјетски Савез  | 0:1, 2:0, 0:0 |
|                |          |                  |        |                  |               |
| 9. март 1963.  | Стокхолм | Канада           | 11 : 5 | Источна Немачка  | 3:4, 4:1, 4:0 |
| 9. март 1963.  | Стокхолм | Чехословачка     | 10 : 1 | Сједињене Државе | 5:0, 4:0, 1:1 |
|                |          |                  |        |                  |               |
| 10. март 1963. | Стокхолм | Западна Немачка  | 3 : 15 | Совјетски Савез  | 2:5, 0:4, 1:6 |
| 10. март 1963. | Стокхолм | Чехословачка     | 8 : 3  | Источна Немачка  | 1:3, 5:0, 2:0 |
| 10. март 1963. | Стокхолм | Шведска          | 4 : 0  | Финска           | 1:0, 1:0, 2:0 |
|                |          |                  |        |                  |               |
| 11. март 1963. | Стокхолм | Финска           | 4 : 4  | Западна Немачка  | 0:2, 4:1, 0:1 |
| 11. март 1963. | Стокхолм | Канада           | 10 : 4 | Сједињене Државе | 1:2, 4:1, 5:1 |
|                |          |                  |        |                  |               |
| 12. март 1963. | Стокхолм | Совјетски Савез  | 12 : 0 | Источна Немачка  | 4:0, 4:0, 4:0 |
| 12. март 1963. | Стокхолм | Канада           | 4 : 4  | Чехословачка     | 1:2, 2:1, 1:1 |
| 12. март 1963. | Стокхолм | Шведска          | 17 : 2 | Сједињене Државе | 6:0, 4:1, 7:1 |
|                |          |                  |        |                  |               |
| 13. март 1963. | Стокхолм | Источна Немачка  | 1 : 0  | Финска           | 0:0, 0:0, 1:0 |
| 13. март 1963. | Стокхолм | Шведска          | 10 : 2 | Западна Немачка  | 1:2, 3:0, 6:0 |
|                |          |                  |        |                  |               |
| 14. март 1963. | Стокхолм | Западна Немачка  | 4 : 8  | Сједињене Државе | 1:1, 1:3, 2:4 |
| 14. март 1963. | Стокхолм | Чехословачка     | 1 : 3  | Совјетски Савез  | 1:1, 0:1, 0:1 |
| 14. март 1963. | Стокхолм | Финска           | 2 : 12 | Канада           | 0:4, 1:2, 1:6 |
|                |          |                  |        |                  |               |
| 15. март 1963. | Стокхолм | Совјетски Савез  | 9 : 0  | Сједињене Државе | 3:0, 5:0, 1:0 |
| 15. март 1963. | Стокхолм | Чехословачка     | 5 : 2  | Финска           | 2:0, 2:1, 1:1 |
| 15. март 1963. | Стокхолм | Шведска          | 4 : 1  | Канада           | 1:0, 0:1, 3:0 |
|                |          |                  |        |                  |               |
| 16. март 1963. | Стокхолм | Западна Немачка  | 4 : 3  | Источна Немачка  | 2:0, 1:2, 1:1 |
|                |          |                  |        |                  |               |
| 17. март 1963. | Стокхолм | Сједињене Државе | 3 : 3  | Источна Немачка  | 2:0, 0:0, 1:3 |
| 17. март 1963. | Стокхолм | Шведска          | 2 : 3  | Чехословачка     | 1:0, 0:3, 1:0 |
| 17. март 1963. | Стокхолм | Совјетски Савез  | 4 : 2  | Канада           | 3:0, 1:0, 0:2 |

### Појединачна признања у елитној дивизији
| - Одлуком директората турнира за најбоље појединце проглашени су: - Најбољи голман: Сет Мартин - Најбољи одбрамбени играча: Роланд Столц - Најбољи нападач: Мирослав Влах | Према избору медија идеална постава турнира је: - Голман: Ћел Свенсон - Одбрана: Александар Рагулин / Хери Смит - Напад: Ханс Милд / Ади Тамбелини / Мирослав Влах |

### Састав репрезентације Совјетског Савеза
| Поз. | Репрезентација  | Састав репрезентације |
| ---- | --------------- | --- |
| 1.   | Совјетски Савез | Виктор Коноваленко • Борис Зајцев • Едуард Иванов • Александар Рагулин • Виктор Кузкин • Виталиј Давидов • Николај Сологубов • Владимир Јурзинов • Вјачеслав Старшинов • Александар Аљметов • Венијамин Александров • Борис Мајоров • Станислав Петухов • Јуриј Волков • Виктор Јакушев • Јевгениј Мајоров • Јуриј Парамошкин • Селектори: Аркадиј Чернишов и Анатолиј Тарасов |

## Дивизија Б
| #   | Репрезентација   | Ут | П | Нер | И | ГД | ГП | ГР  | Бод |
| --- | ---------------- | -- | - | --- | - | -- | -- | --- | --- |
| 09. | Норвешка         | 6  | 5 | 0   | 1 | 35 | 15 | +20 | 10  |
| 10. | Швајцарска       | 6  | 4 | 1   | 1 | 28 | 10 | +18 | 9   |
| 11. | Румунија         | 6  | 4 | 1   | 1 | 29 | 17 | +12 | 9   |
| 12. | Пољска           | 6  | 4 | 0   | 2 | 52 | 13 | +39 | 8   |
| 13. | Југославија      | 6  | 2 | 0   | 4 | 23 | 49 | -26 | 4   |
| 14. | Француска        | 6  | 1 | 0   | 5 | 14 | 38 | -24 | 2   |
| 15. | Велика Британија | 6  | 0 | 0   | 6 | 8  | 47 | -39 | 0   |

| 7. март 1963.  | Стокхолм | Швајцарска  | 8 : 0  | Велика Британија | 3:0, 2:0, 3:0  |
| 7. март 1963.  | Стокхолм | Румунија    | 4 : 3  | Пољска           | 3:0, 1:1, 0:2  |
|                |          |             |        |                  |                |
| 8. март 1963.  | Стокхолм | Норвешка    | 8 : 2  | Француска        | 1:1, 1:0, 6:1  |
| 8. март 1963.  | Стокхолм | Швајцарска  | 8 : 1  | Југославија      | 4:0, 3:1, 1:0  |
| 8. март 1963.  | Стокхолм | Румунија    | 8 : 1  | Велика Британија | 2:0, 3:1, 3:0  |
|                |          |             |        |                  |                |
| 9. март 1963.  | Стокхолм | Пољска      | 6 : 2  | Норвешка         | 2:0, 3:1, 1:1  |
| 9. март 1963.  | Стокхолм | Југославија | 7 : 3  | Француска        | 4:0, 0:2, 3:1  |
|                |          |             |        |                  |                |
| 10. март 1963. | Стокхолм | Швајцарска  | 4 : 4  | Румунија         | 1:1, 1:1, 2:2  |
| 10. март 1963. | Стокхолм | Пољска      | 10 : 0 | Велика Британија | 3:0, 1:0, 6:0  |
|                |          |             |        |                  |                |
| 11. март 1963. | Стокхолм | Швајцарска  | 5 : 0  | Француска        | 2:0, 1:0, 2:0  |
| 11. март 1963. | Стокхолм | Румунија    | 7 : 4  | Југославија      | 1:1, 2:1, 4:2  |
| 11. март 1963. | Стокхолм | Норвешка    | 9 : 2  | Велика Британија | 2:0, 4:1, 3:1  |
|                |          |             |        |                  |                |
| 12. март 1963. | Стокхолм | Пољска      | 10 : 1 | Француска        | 2:0, 4:1, 4:0  |
| 12. март 1963. | Стокхолм | Норвешка    | 7 : 3  | Југославија      | 1:0, 2:1, 4:2  |
|                |          |             |        |                  |                |
| 13. март 1963. | Стокхолм | Швајцарска  | 2 : 1  | Пољска           | 1:0, 0:1, 1:0  |
|                |          |             |        |                  |                |
| 14. март 1963. | Стокхолм | Румунија    | 5 : 0  | Француска        | 1:0, 2:0, 2:0  |
| 14. март 1963. | Стокхолм | Југославија | 4 : 2  | Велика Британија | 2:0, 1:0, 1:2  |
| 14. март 1963. | Стокхолм | Норвешка    | 4 : 1  | Швајцарска       | 1:0, 2:0, 1:1  |
|                |          |             |        |                  |                |
| 16. март 1963. | Стокхолм | Пољска      | 22 : 4 | Југославија      | 6:1, 5:3, 11:0 |
| 16. март 1963. | Стокхолм | Француска   | 8 : 3  | Велика Британија | 3:1, 2:0, 3:2  |
| 16. март 1963. | Стокхолм | Норвешка    | 5 : 1  | Румунија         | 2:1, 0:0, 3:0  |

## Дивизија Ц
| Плас. | Репрезентација | Ут | П | Нер | И | ГД | ГП | ГР  | Бод |
| ----- | -------------- | -- | - | --- | - | -- | -- | --- | --- |
| 16.   | Аустрија       | 5  | 5 | 0   | 0 | 62 | 7  | +55 | 10  |
| 17.   | Мађарска       | 5  | 4 | 0   | 1 | 57 | 12 | +45 | 8   |
| 18.   | Данска         | 5  | 3 | 0   | 2 | 22 | 31 | -9  | 6   |
| 19.   | Бугарска       | 5  | 1 | 1   | 3 | 19 | 22 | -3  | 3   |
| 20.   | Холандија      | 5  | 1 | 1   | 3 | 21 | 34 | -13 | 3   |
| 21.   | Белгија        | 5  | 0 | 0   | 5 | 8  | 83 | -75 | 0   |

| 7. март 1963.  | Стокхолм | Мађарска  | 25 : 1 | Белгија   | 10:0, 8:0, 7:1  |
| 7. март 1963.  | Стокхолм | Аустрија  | 13 : 2 | Данска    | 5:0, 3:2, 5:0   |
|                |          |           |        |           |                 |
| 8. март 1963.  | Стокхолм | Бугарска  | 3 : 3  | Холандија | 2:1, 1:1, 0:1   |
|                |          |           |        |           |                 |
| 9. март 1963.  | Стокхолм | Аустрија  | 3 : 1  | Мађарска  | 1:1, 2:0, 0:0   |
|                |          |           |        |           |                 |
| 10. март 1963. | Стокхолм | Бугарска  | 7 : 3  | Белгија   | 2:1, 2:2, 3:0   |
| 10. март 1963. | Стокхолм | Данска    | 4 : 1  | Холандија | 2:0, 1:1, 1:0   |
|                |          |           |        |           |                 |
| 11. март 1963. | Стокхолм | Аустрија  | 13 : 2 | Холандија | 4:1, 5:1, 4:0   |
|                |          |           |        |           |                 |
| 12. март 1963. | Стокхолм | Мађарска  | 10 : 3 | Данска    | 3:0, 3:1, 4:2   |
| 12. март 1963. | Стокхолм | Аустрија  | 30 : 0 | Белгија   | 8:0, 11:0, 11:0 |
|                |          |           |        |           |                 |
| 13. март 1963. | Стокхолм | Данска    | 5 : 4  | Бугарска  | 1:1, 3:2, 1:1   |
| 13. март 1963. | Стокхолм | Холандија | 13 : 1 | Белгија   | 4:0, 2:1, 7:0   |
|                |          |           |        |           |                 |
| 14. март 1963. | Стокхолм | Аустрија  | 3 : 2  | Бугарска  | 2:1, 0:1, 1:0   |
|                |          |           |        |           |                 |
| 15. март 1963. | Стокхолм | Мађарска  | 13 : 2 | Холандија | 3:2, 3:0, 7:0   |
| 15. март 1963. | Стокхолм | Данска    | 8 : 3  | Белгија   | 6:3, 1:0, 1:0   |
|                |          |           |        |           |                 |
| 16. март 1963. | Стокхолм | Мађарска  | 8 : 3  | Бугарска  | 1:1, 2:2, 5:0   |

## Титуле
| Победник Светског првенства 1963. |
| Совјетски Савез 3. титула         |

| Победник Европског првенства 1963. |
| Совјетски Савез 7. титула          |